# Takuya Jinno
Takuya Jinno (født 1. juni 1970) er en japansk fodboldspiller. Han var en del af den japanske trup ved AFC Asian Cup 1992.